# Александровский залив
Алекса́ндровский зали́в — залив в Японском море, у западного берега Татарского пролива между мысами Жонкиер и Танги. Протяжённость с севера на юг — 38 км.
В южной части залива расположен порт Александровск-Сахалинский, в 20 км севернее — приписанный к нему портпункт село Мгачи.
В городской черте Александровска-Сахалинского в залив впадает река Большая Александровка.

## История
Был открыт в 1787 году участниками французской экспедиции на фрегатах «Буссоль» и «Астролябия» под командованием Жана-Франсуа Лаперуза и назван заливом Жонкьера в честь Клемента де ля Жонкиера — французского адмирала, принявшего участие в снаряжении кораблей Лаперуза.
Описан и нанесён на карту участниками Амурской экспедиции (1851—1855) под командованием Геннадия Невельского. В 1852 году лейтенант Николай Бошняк назвал его в честь цесаревича Александра Николаевича (будущего императора Александра II).
По имени залива был назван город Александровск-Сахалинский